# Valdemārpils
Valdemārpils (niem. Saßmacken) – miasto na Łotwie w Kurlandii w novadsie Talsi. 2757 mieszkańców (2004).

## Historia
Podczas okupacji hitlerowskiej, w lipcu roku Niemcy utworzyli getto dla żydowskich mieszkańców. Przebywało w nim około 150 osób. W sierpniu 1941 roku Niemcy zlikwidowali getto, a Żydów zamordowano przy drodze z Jaunciems do Kaltene. Sprawcami zbrodni byli Łotysze z miejscowej „samoobrony”. 